# Proculus (animal)
Proculus es un género de coleópteros polífagos de la familia Passalidae, que se encuentra en zonas tropicales del Hemisferio Norte de América, desde México (en el Norte) hasta Colombia (en el Sur).

## Historia natural

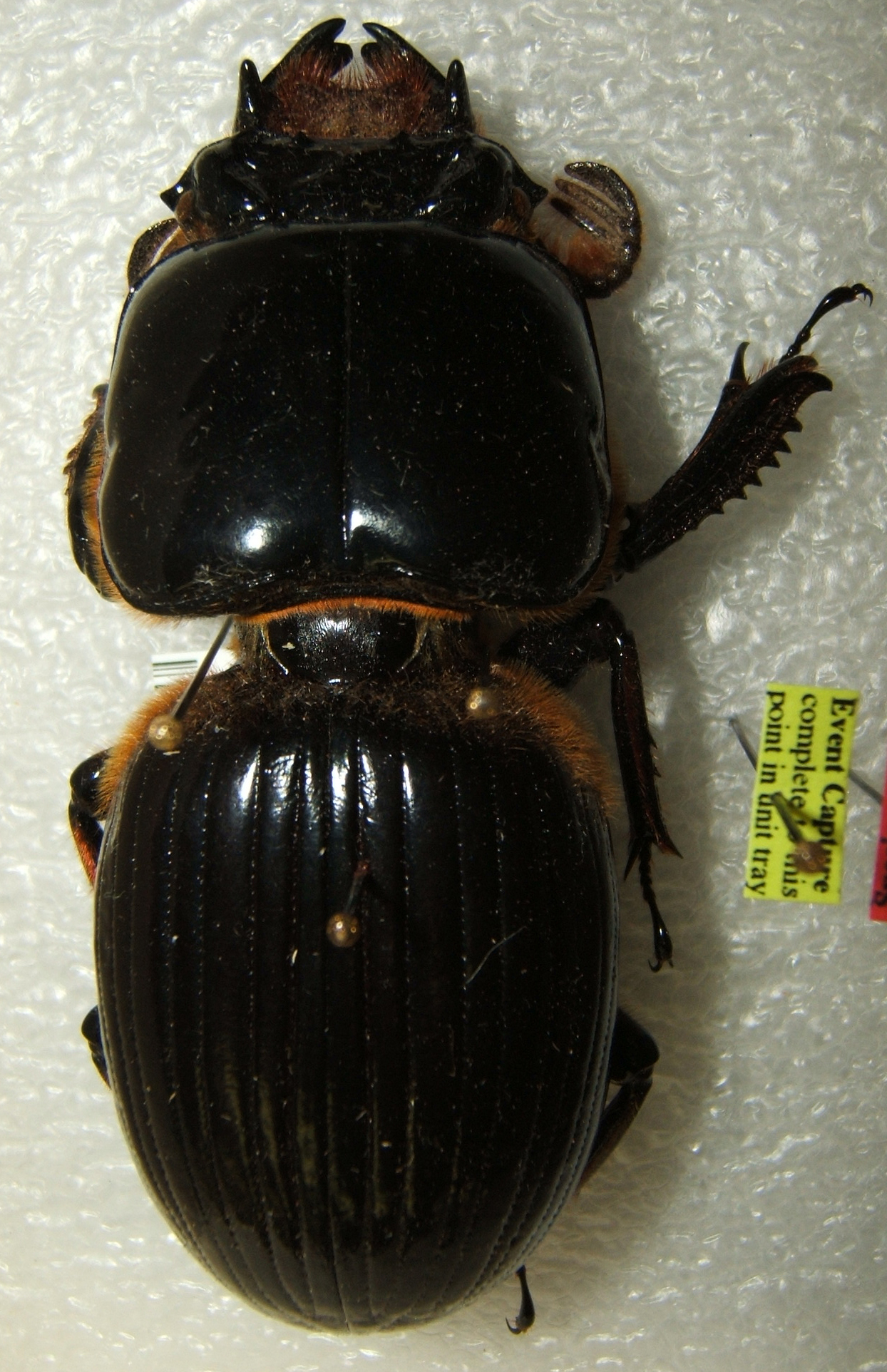
Proculus burmeisteri Kuwert 1891

La mayoría de especies de este género habitan a altura de 800 a 2500 m s. n. m. Los adultos construyen galerías en troncos semipodridos de cuya madera se alimentan tanto ellos como sus larvas. Forman grupos familiares que se comunican mediante sonidos finos o estridulaciones, de lo cual probablemente depende su supervivencia, ya que las larvas necesitan para su alimentación el serrín producido por los adultos.

## Especies y distribución
- Proculus burmeisteri (Kuwert, 1891): Guatemala y Honduras (El Portillo, Santa Bárbara, Celaque).
- Proculus opacus (Kuwert, 1891):  México (Sierra del Norte de Chiapas), Guatemala (Cuchumatan, Huehuetenango) y Colombia (Antioquia).
- Proculus opacipennis (Thompson, 1857): México (Sierra del Norte de Chiapas), Guatemala (Sierra Santa Cruz, Sierra de las Minas, Cerro San Gil) y aparentemente en Costa Rica.
- Proculus goryi (Melly, 1833):  México (Veracruz, Sierra Madre de Chiapas) y Cordillera Volcánica (América Central)  de Guatemala.
- Proculus jicaquei (Schuster, Cano & Reyes-Castillo, 2003): Honduras (al Noroeste de las montañas de Yoro)
- Proculus mniszechi (Kaup, 1868: Belice, Guatemala (Sierra Santa Cruz, Sierra de las Minas, Sierra de Merendón, y la parte oriental de la Sierra de los Cuchumatanes) y Honduras (San Pedro Sula)